# Zima wulkaniczna
Zima wulkaniczna – hipotetyczne globalne obniżenie temperatury na skutek przysłonięcia Słońca przez produkty wielkiej erupcji wulkanicznej. Popiół wulkaniczny i kropelki kwasu siarkowego to cząsteczki aerozolu atmosferycznego, które w troposferze mogą stanowić jądra kondensacji kropelek chmurowych (zwiększając prawdopodobieństwo wystąpienia chmur lub zwiększając ich albedo, co nazywamy pośrednim efektem aerozolowym) i a wprowadzone do stratosfery pozostają w niej przez dłuższy czas (do kilku lat) i bezpośrednio rozpraszają promieniowanie słoneczne (bezpośredni efekt aerozolowy).
W roku 1982 P.J. Crutzen i J.W. Birks opublikowali teorię zimy nuklearnej na całej kuli ziemskiej jako następstwa wojny jądrowej, po której pojawiła się seria publikacji na ten temat. Wkrótce wprowadzono analogiczne pojęcie globalnej „zimy wulkanicznej” jako skutku katastrofalnych erupcji wulkanicznych i związanymi z nią „wielkimi wymieraniami”.
W roku 2013 w osadach jeziora Niasa (Malawi) odkryto pozostałości po gigantycznej  erupcji superwulkanu Toba (obecnie jezioro Toba) ok. 75 tys. lat temu, położonego w odległości ok. 7 tys. km. Był to najsilniejszy wybuch wulkanu w czwartorzędzie i wiązano go z koncepcją zimy wulkanicznej i wielkim zmniejszeniem się populacji ludzkiej. Precyzyjne dane stratygraficzne osadów pozwoliły jednak na ustalenie, że w okresie erupcji nie doszło do żadnych znaczących zmian klimatycznych, co jest silnym dowodem przeciw koncepcji zimy wulkanicznej.
Zjawiska pogodowe wywołane erupcją wulkaniczną na mniejszą skalę mogą mieć złożony przebieg. Aerozole atmosferyczne odbijając promieniowanie słoneczne powodują ochłodzenie troposfery i jednoczesne ogrzanie stratosfery. To z kolei może wpłynąć na cyrkulację atmosferyczną i wywołać odmienne skutki w różnych regionach. Z tego powodu wybuch wulkanu Pinatubo w roku 1991 nie wywołał katastrofalnego globalnego ochłodzenia, ale spowodował kilkustopniowe odchylenia od kilkuletniej normy na przełomie lat 1991/1992. Sięgnęły one 2-3 stopni ocieplenia w centralnej Ameryce Płn. i w Europie Północno-Zachodniej i 2 stopni ochłodzenia na Bliskim Wschodzie i w kanadyjskiej Arktyce. Zwiększenie ilości aerozoli powoduje wzrost zachmurzenia, przykładowo, po wybuchu indonezyjskiego wulkanu Tambora w roku 1815, nietypowa ilość opadów odbiła się na plonach na Półwyspie Iberyjskim.